# Kanton Tournay
Tournay is een voormalig kanton van het Franse departement Hautes-Pyrénées. Het kanton maakte deel uit van het arrondissement Tarbes. Het werd opgeheven bij decreet van 25 februari 2014, met uitwerking op 22 maart 2015. Alle gemeenten werden opgenomen in het nieuwe kanton La Vallée de l'Arros et des Baïses.

## Gemeenten
Het kanton Tournay omvatte de volgende gemeenten:
- Barbazan-Dessus
- Bégole
- Bernadets-Dessus
- Bordes
- Burg
- Caharet
- Calavanté
- Castéra-Lanusse
- Clarac
- Fréchou-Fréchet
- Goudon
- Hitte
- Lanespède
- Lespouey
- Lhez
- Luc
- Mascaras
- Moulédous
- Oléac-Dessus
- Orieux
- Oueilloux
- Ozon
- Peyraube
- Poumarous
- Ricaud
- Sinzos
- Tournay (hoofdplaats)